# 新公共行政
新公共行政（英語：New Public Administration，簡稱NPA），是針對傳統公共行政学的權威主義與效率至上的回應。新公共行政運動關注倫理與公共利益，致力建立民主行政。
1968年，克利福德·德懷特·瓦爾多主辦的第一次明諾布魯克會議（英語：Minnowbrook Conference）為新公共行政學派的濫觴。